# Čierne nad Topľou
Čierne nad Topľou (in ungherese Felsőfeketepatak) è un comune della Slovacchia facente parte del distretto di Vranov nad Topľou, nella regione di Prešov.